# تپه باغ رسول
تپه باغ رسول مربوط به سده‌های اولیه دوران‌های تاریخی پس از اسلام است و در شهرستان تفرش، بخش فراهان، دهستان فرمهین، روستای کودزر واقع شده و این اثر در تاریخ ۱۸ اسفند ۱۳۸۷ با شمارهٔ ثبت ۲۵۰۶۳ به‌عنوان یکی از آثار ملی ایران به ثبت رسیده است.